# Randal Kleiser
Randal Kleiser (Filadélfia, Pensilvânia, 20 de julho de 1946) é um cineasta, ator, roteirista e produtor estadunidense. Foi responsável por dirigir filmes famosos como Grease e A Lagoa Azul.

## Filmografia

### Como diretor
- 2006 Chapeuzinho no Século XXI
- 2005 S.O.S. do Amor
- 1999 Royal Standard
- 1998 Segredos de um Crime
- 1996 It's My Party
- 1992 Querida! Estiquei o Bebê
- 1990 Caninos Brancos
- 1989 Minha Primeira Transa
- 1988 Pee-wee - Meu Filme Circense
- 1986 Flight of the Navigator
- 1984 Grandview, U.S.A.
- 1982 Amantes de Verão
- 1980 A Lagoa Azul
- 1978 Grease - Nos Tempos da Brilhantina

### Como ator
- 2001 Circuit
- 1999 Loucos do Alabama
- 1999 Susan's Plan
- 1996 Cannes Man
- 1981 Ricas e Famosas